# Sassenberg
Sassenberg é uma cidade da Alemanha, localizado no distrito de  Warendorf, Renânia do Norte-Vestfália. Possui uma população de 14.393 habitantes.